# Deanna Marcano
Deanna Paola Della Casa de Marcano (Módena – Italia, 28 de octubre de 1938), es profesora e investigadora venezolana, licenciada en Química, egresada de la Universidad Central de Venezuela, doctora en Filosofía de la Universidad de Oxford e individuo de número de la Academia de Ciencias Físicas, Matemáticas y Naturales  de Venezuela.

## Carrera
Inició sus estudios en 1956, en la Escuela de Química de Facultad de Ciencias de la Universidad Central de Venezuela, obteniendo el título de Licenciada en Química, convirtiéndose en investigadora en el área de química de productos naturales, específicamente la estructura de los alcaloides, trabajo con el cual realizó su primera primera publicación en la prestigiosa revista inglesa Nature en el año 1964, siendo para el momento la primera venezolana en publicar en la mencionada revista.
Cursó sus estudios de doctorado en la Universidad de Oxford, obteniendo el grado de Doctora en Filosofía. Para su tesis doctoral desarrolló la estructura de la aglicona del Taxol, que aisló de Taxus baccata (tejo europeo), compuesto que años más tarde, en otro laboratorio y con compañías farmacéuticas como respaldo, fue obtenido del tejo del Pacífico, siendo identificada su estructura completa y, gracias a la descripción de sus características fisiológicas, se convirtió en uno de los poderosos agentes de quimioterapia contra el cáncer.
Es la tercera mujer nombrada individuo de número de la Academia de Ciencias Físicas, Matemáticas y Naturales de Venezuela, compartiendo  esta proeza con Gioconda San Blas y Mireya Goldwasser, quienes también han dedicado su vida a la Química. Actualmente, ocupa el sillón número XXIII, cuyos antecesores fueron el médico Enrique Tejera y el ingeniero Paúl Lutsgarten.

## Premios
- Premio Bienal al Texto Universitario, APUC U.C.V., 2002  (D. Marcano y G. Cabrera “Principios de Síntesis Orgánica”).
- Premio Bienal al Texto Universitario, APUC U.C.V., 2000  (D. Marcano y Luís Cortés “Fundamentos de Química Orgánica”).[2]
- Premio Bienal al Texto Universitario, APUC U.C.V., 1994  (D. Marcano y M. Hasegawa “Fitoquímica Orgánica”, primera edición).
- Premio Bienal al Libro Universitario, APUC U.C.V., 1984.  (D. Marcano y L. Cortés, “Química Orgánica”, primera edición).
- Concurso de Oposición en la categoría de Instructor en Química  Orgánica, UCV, 1961
- Premio Creole al Mejor Trabajo en Petróleo de Educación Media en Venezuela, 1954.
- Premio al mejor estudiante del Liceo Andrés Bello, 1955.

## Obra

### Algunas publicaciones
Deanna Marcano es autora de los siguientes libros:
1. D. Marcano y L. Cortes, “Química Orgánica” Ed. Reverte, Barcelona, España, 1982,  2 v.,  pp 1074. (edición agotada) (Premio bienal al texto universitario,  APUC-UCV, 1984),  ISBN 84-291-7351X,
2. D. Marcano y M. Hasegawa, “Fitoquímica Orgánica”, Publicación del Consejo de Desarrollo Científico y Humanístico de 1991. 451 p. (edición agotada). (Premio bienal al texto universitario, APUC-UCV, 1988) ISBN 980-00-0423-8
3. D. Marcano, “Introducción a de los Colorantes” (edición agotada), Editorial Reverte Venezolana, 1990. pp. 207. ISBN 980-294-0380
4. D. Marcano, Editor-autor de la serie “Monografías de Química”. con G. Agrifoglio, D. Iaccocca, C. Bifano, L. Cortés, C. De , S. Krestonosich, M. Mostue, W. Olivares, R. Almeida y B. Sharifker. (8 Monografías), Editorial Miró C.A., 1992 (todas ediciones agotadas).
a) Estequiometría (dos ediciones) pp. 101. ISBN 980-316-014-1, (2ºed.) ISBN 980-316-027-3
b) Estructura de y Tabla Periódica, pp. 103. ISBN 980-316-018-4
c) Estados de , pp. 127, ISBN 980-316-017-6
d) Enlace Químico, pp. 118. ISBN 980-316-019-2
e) Disoluciones, pp. 125. ISBN 980-316-022-2
f) Equilibrio Químico, pp. 133. ISBN 980- 316-021-4
g) Entalpía Entropía y Dinámica Química, pp207. ISBN 980-316-024-9
h) Reacciones de Oxido-Reducción, pp. 86. ISBN 980,-316-023-0
5. D. Marcano, y L. Cortés “Fundamentos de Química Orgánica”, Ediciones Vicerrectorado, pp.725, 1998, (Premio bienal al texto universitario, APUC-UCV, 2000) ISBN 980-075037-8 (edición agotada).
6. D. Marcano, y G., Cabrera  “Principios de Síntesis Orgánica”, Ediciones Vicerrectorado Académico UVC, pp 320, 2001, (Premio bienal al texto universitario, APUC-UCV,  2002) ISBN 980-00-1817-4 (edición agotada).
7. D. Marcano y M. Hasegawa, “Fitoquímica Orgánica”, Publicación del Consejo de Desarrollo Científico y Humanístico de 2002, pp. 588 (Segunda edición. Colección Estudios)  (edición agotada) ISBN 980-00-2066-7
8. D. Marcano y L. Cortés, Química Orgánica, Segunda Edición, Ediciones CODEPRE, Universidad de Los Andes, pp.1117 (2 v.), ISBN 980-11-0805-3, (edición agotada) pp. 1117, 2004.
9. D. Marcano y L. Cortés, Química Orgánica, Tercera Edición, Ediciones EBUC UCV,  pp.1117 (2 v.) ISBN 978-980-00-2640-3, (edición agotada), 2010.
10.  D. Marcano, “La química en los alimentos”, Ediciones Academia de Ciencias Físicas, Matemáticas y Naturales, y Fundación Empresas Polar, ISBN 978-980,6165-15-8, pp 349, 2011, (edición agotada).
11.  D. Marcano, y L. Cortés “Fundamentos de Química Orgánica”, EBUC-UCV, Colección Texto Universitario, 840 p. ISBN 978-980-00-2777-6, Segunda Edición, 2014.
12.  D. Macano, “Los D-homoesteroides y su evolución”, Ediciones de la Academia de Ciencias Físicas, Matemáticas y Naturales, 175 p.  (Edición digital ACFIMAN, Colección Estudios).
13.  D. Marcano, y G., Cabrera  “Principios de Síntesis Orgánica”,  (2ª edición), Fondo Editorial de la Facultad de Ciencias, UCV.

## Distinciones
- Miembro de Número de la Academia de Ciencias Físicas,  Matemáticas y Naturales, (Venezuela), 2013. Sillón XXIII.
- Miembro Correspondiente Nacional de la Academia de Ciencias Físicas,  Matemáticas y Naturales, (Venezuela), 2008-2013.
- Orden Andrés Bello  ( 3ª clase, Medalla 1975).
- Orden Andrés Bello  (1ª clase, Banda 2001).
- Orden José María Vargas (UCV) (3ª clase Medalla, 1976).
- Orden José María Vargas (UCV) (1ª clase Corbata, 1994).
- Reconocimiento IV Encuentro Nacional de Químicos, 1991.
- Orden Francisco De Venanzi (UCV) (única clase), 2013.
- Tutor de Tesis Doctoral Premio Orinoquia, 1992.
- Medalla IVIC, 1993.
- Orden Universidad Central de Venezuela a la Primera Promoción de Licenciados en Química, año 1961 (miembro de la promoción), 2001.